# Johanne Fontaine
Pour les articles homonymes, voir Fontaine.
Johanne Fontaine, née le 4 avril 1955 à Sainte-Thérèse et morte le 11 octobre 2018, est une actrice québécoise.

## Biographie
En 1975, Johanne Fontaine obtient un DEC en théâtre au Collège Lionel-Groulx et enseigne le théâtre dans ce même collège de 1985 à 2000. Elle commence sa carrière à la télévision grâce au téléroman Au jour le jour, qui est diffusé de 1980 à 1981 à Radio-Québec, et mettant en vedette Patricia Nolin et Gilbert Sicotte. En 1985, elle obtient le rôle de Loretta Chouinard dans le téléfilm québécois Le Matou adapté du roman d'Yves Beauchemin et réalisé par Jean Beaudin. En 1976, elle se joint à l'Organisation Ô, une compagnie de théâtre de création où, avec notamment son amie la comédienne Danielle Proulx, elle créera trois spectacles féministes et participera à d'autres productions de la compagnie. Elle joue à la Ligue nationale d'improvisation de 1981 à 1995. En 1998, Johanne Fontaine est chroniqueuse à l'émission Les Copines d'abord en compagnie des animatrices Isabelle Maréchal et Marie-Soleil Michon qui est diffusée pendant cinq saisons à Canal Vie.

### Santé et décès
En mars 2010, un cancer incurable du côlon au stade 4 lui est annoncé. Aux prises avec des métastases au foie et à l'estomac, son espérance de vie est alors fixée à 18 mois, après quoi elle subit huit chirurgies (en date de 2015) et une longue chimiothérapie pendant laquelle elle retourne faire du théâtre et de la danse et publie un livre sur sa maladie. À l'été 2018, elle apprend que le cancer gagne à nouveau de l'ampleur et qu'elle est maintenant en phase terminale.
Son état de santé se détériore rapidement, elle meurt le 11 octobre 2018 à sa résidence en compagnie de membres de sa famille.

### Vie privée
Johanne Fontaine a été mariée à l'acteur Roger Joubert (1929-2010).

## Filmographie

### Cinéma
- 1981 : Voyage de nuit (court métrage) de Roger Frappier
- 1985 : L'Étau-bus (court métrage) d'Alain Chartrand
- 1985 : Le Matou de Jean Beaudin : Loretta Chouinard, mère d'Émile
- 1988 : Lamento pour un homme de lettres (court métrage) de Pierre Jutras : Florina, l'amante de Laberge
- 1989 : Laura Laur de Brigitte Sauriol : Thérèse Boivin
- 1991 : Solo de Paule Baillargeon : Véronique
- 1998 : C't'à ton tour, Laura Cadieux de Denise Filiatrault : cliente en jeans
- 2000 : Aïe de Sophie Fillières : infirmière
- 2004 : Vendus d'Éric Tessier : la Sardine
- 2004 : Nouvelle-France de Jean Beaudin : 1re commère avec Hortense
- 2005 : Idole instantanée d'Yves Desgagnés : Bélinda
- 2005 : Aurore de Luc Dionne : Mme Mailhot
- 2006 : Roméo et Juliette d'Yves Desgagnés : modèle
- 2016 : Le 11 avril dernier (court métrage) de Yoakim Bélanger : Chantale

### Télévision
- 1980 : Jeune Délinquant : Ginette
- 1982 : S.O.S. j'écoute : jeune fille violée (appelante)
- 1984 : À temps plein : Ti-Guy Champoux (voix)
- 1986 :  Avec un grand A (saison 1 épisode 1 - Marie-Claire et Michel) : Marie-Claire
- 1989-1993 : Robin et Stella : Louise Boulet
- 1993-1996 : Zap : Monique Sinotte
- 1993-1999 : Ent'Cadieux : Jacinthe Labelle
- 1993 :  Avec un grand A (Saison 8 épisode 2 - C'est la faute à Barbie) : Suzanne
- 1996 : Les Aventures de la courte échelle (saison 1 épisode 4 - Le Fantôme de madame Turgeon) : Irène
- 1998-1999 : Réseaux : Sophie Marchand
- 1998-2003 : Les Copines d'abord : co-animatrice
- 2001-2002 : Fred-dy : Claire Brouillard
- 2005 : Les Bougon, c'est aussi ça la vie! (saison 2 épisode 23) : membre du Focus Groupe n° 2
- 2005-2007 : Les Invincibles : Jocelyne, mère de Rémi
- 2008 : Caméra café (saison 6 épisode 14) : femme cocue
- 2017 : L'Imposteur : Céline
- 2018 : L'Écrivain public (mini-série) : Pauline

## Théâtre
- Mon beau-père est une princesse (Michel Poirier, Théâtre Beaumont-St-Michel) : 1er rôle
- Sauce brune (Simon Boudreault, Théâtre Espace libre) : Armande
- Ligue nationale d'improvisation : improvisatrice et entraîneuse

## Distinctions
Johanne Fontaine est finaliste deux fois durant sa carrière pour l'obtention d'un prix Gémeaux, la première pour son rôle de soutien dans Solo en 1991 et l'autre pour son second rôle de la série Réseaux, dont la diffusion a débuté en 1998 à Radio-Canada.
Le 19 septembre 2018, elle remporte son premier prix Gémeaux dans la catégorie « Meilleur rôle de soutien féminin : série dramatique » pour son travail dans la série L'Imposteur la suite. Trop malade pour se rendre sur scène pour récolter son prix en direct, la comédienne affaiblie se contente de saluer la foule avec la larme à l'oeil. Ses remerciements sont enregistrés avant le gala.

## Livre
- Hop la vie! Tant qu'il y a de la vie, il y a de l'espoir... (2012)[4]